# Права ЛГБТ в Орегоне
Лесбиянки, геи, бисексуалы и трансгендеры (ЛГБТ) в штате Орегон в США не подвергаются преследованию со стороны официальных властей и официально имеют равные права с проживающими в штате гетеросексуалами.
Однополые сексуальные отношения в штате декриминализированы в 1972 году. Однополые браки являются законными с 2014 года. Дискриминация по признаку сексуальной ориентации и гендерной идентичности полностью запрещена с 2008 года. Конверсионная терапия для несовершеннолетних запрещена с 2015 года.
Штат Орегон считается одним из самых дружественных штатов США по отношению к лесбиянкам, геям, бисексуалам и трансгендерам.

## Законы об однополых сексуальных отношениях

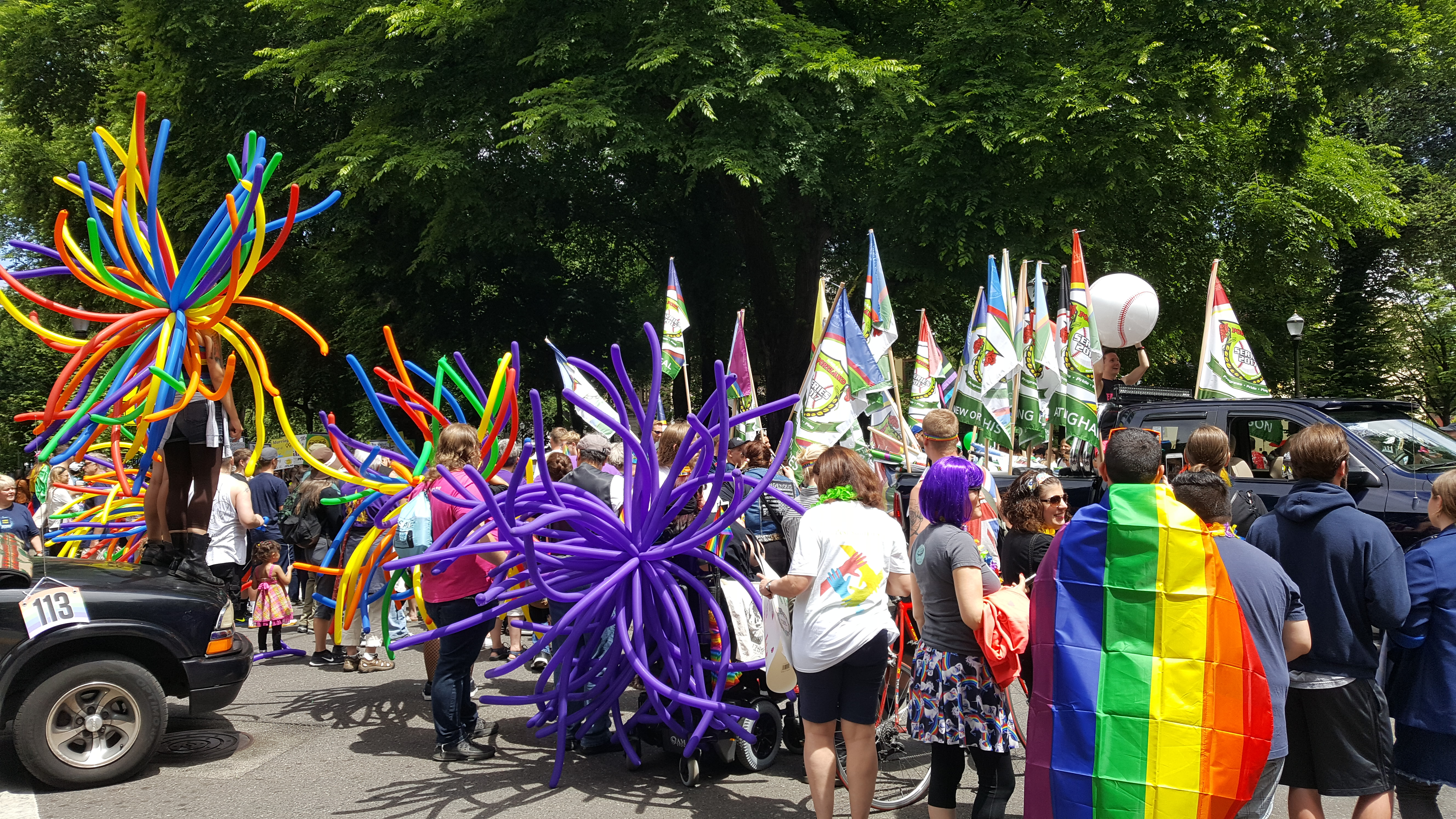
Гей-прайд в Портленде в 2017 году

Закон о содомии на территории Орегон был принят в 1853 году и предусматривал наказание в виде лишения свободы сроком от одного года до пяти лет за анальное сношение между лицами одного или противоположного полов. После Портлендского порочного скандала 1912 года в закон были внесены поправки, увеличившие срок заключения до пятнадцати лет. В 1913 году Верховный суд штата Орегон в деле «Орегон против Старта» криминализировал фелляцию, а в 1928 году и взаимную мастурбацию. В том же 1913 году в Закон о содомии штата Орегон был внесён пункт о стерилизации, который позднее был отменён избирателями штата большинством в 56 %. Тем не менее, аналогичный закон был принят в 1917 году. В 1921 году он был объявлен неконституционным. За время его действия в штате было проведено 127 операций по стерилизации, большая часть которых была проделана над «вопиющими мастурбаторами или сексуальными извращенцами». На Орегон приходится около 92 % всех кастраций, проведённых в США в период с 1907 по 1921 год. В 1923 году штат принял другой Закон о стерилизации, предусматривавший кастрацию и оофорэктомию «[…] моральных вырожденцев и сексуальных извращенцев». К 1960 году по этому закону было стерилизовано 2293 человека, большинство из которых были женщинами. В 1965 году в закон были внесены поправки, распространившие его применение только на «психически больных и умственно отсталых» людей. В 1961 году после дела «Орегон против Блэка» куннилингус был также признан нарушением Закона о содомии. В 1953 году в Орегоне был принят Закон о психически больных правонарушителях, согласно которому осужденные за содомию могли получить пожизненное заключение. В 1963 году в закон были внесены поправки, распространившие его применение только на педофилов и педерастов.
Возобновление дебатов вокруг Закона о содомии в Орегоне началось в 1970-х годах. Комиссия штата по пересмотру уголовного права высказала мнение, что «любое сексуальное поведение, совершаемое между взрослыми людьми по обоюдному согласию, будь оно гетеросексуального или гомосексуального характера», не должно подвергаться преследованию. Против проголосовал только один член комиссии. В 1971 году законодательное собрание штата Орегон отменило Закон о содомии и установило возраст согласия в 18 лет. Решение законодательного собрания вступило в силу в 1972 году. В то же время было принято положение о «непристойном подстрекательстве», по которому приглашение человека в общественном месте к совершению действий сексуального характера признавалось уголовным преступлением. В 1981 году после дела «Орегон против Генри» Верховным судом штата Орегон это положение было объявлено незаконным, как противоречащее Закону о свободе слова Конституции Орегона. Решением Верховного суда США от 2003 года по делу «Лоуренс против Техаса» законы, запрещавшие анальный секс между взрослыми партнёрами по взаимному согласию, в США были отменены.

## Однополые браки
Однополые браки были легализованы в штате Орегон 19 мая 2014 года после того, как в Окружном суде округа Орегон судья Макшейн признал поправки в конституции штата, запрещающие такие браки неконституционными в связи с пунктом в конституции страны о равной защите интересов всех граждан.
До принятия этого решения однополые браки в Орегоне были запрещены конституцией штата, после внесения в неё поправки 2 ноября 2004 года, определявший брак, как союз мужчины и женщины. Сторонники равноправия организовали кампанию по включению пункта об однополых браках в избирательный бюллетень в ноябре 2014 года, но их инициатива утратила актуальность после постановления Окружного суда округа Орегон от 19 мая 2014 года о легализации брака для однополых пар в штате.
Гражданские партнёрства для однополых пар в Орегоне были разрешены с 4 февраля 2008 года, когда вступил в силу Закон о семейной справедливости. С 1998 года Орегон предоставляет льготы однополым партнёрам государственных служащих. С 16 октября 2013 года, основываясь на мнении Департамента юстиции штата, в Орегоне признаются однополые браки, заключённые в других юрисдикциях.
В июле 2015 года законодательное собрание штата приняло законопроект о кодификации брака с нейтральной половой принадлежностью в различных законодательных актах штата Орегон. После закон был подписан Джоном Альбертом Кицхабером, губернатором Орегона и вступил в силу 1 января 2016 года.

## Усыновление
Закон штата Орегон разрешает однополым парам совместное усыновление / удочерение, когда оба партнёра / супруга не являются биологическими родителями ребёнка, или по отдельности, когда партнёр усыновляет ребёнка, биологическим родителем которого является его партнёр. Семейным лесбиянкам разрешён доступ к ЭКО. В штате разрешено коммерческое суррогатное материнство, которым может воспользоваться каждый житель штата независимо от его пола, семейного положения и сексуальной ориентации.

## Законы против дискриминации
С 1 января 2008 года штат Орегон официально запретил дискриминацию в сфере занятости, жилья и общественных местах на основании, как сексуальной ориентации, так и гендерной идентичности. Соответствующие поправки были добавлены в Закон о равенстве, подписанный губернатором Тедом Кулонгоски 9 мая 2007 года.
Также Закон о борьбе с травлей запрещает в штате Орегон дискриминацию по признаку расы, цвета кожи, религиозной принадлежности и отношению к религии, пола, сексуальной ориентации, национальной принадлежности, семейного положения, места работы и инвалидности. Закон также прямо включает наказания за травлю в интернете и распространяется на все государственные учреждения, включая школы.
В октябре 2019 года губернатор Кейт Браун подписала распоряжение о добавлении гендерной идентичности в распоряжение от 1987 года о запрете дискриминации по признаку сексуальной ориентации в штате Орегон. В нынешнем виде распоряжение запрещает государственным органам участвовать в незаконной дискриминации по признаку сексуальной ориентации и гендерной идентичности при найме на работу, предоставлении государственных услуг и при любых контактах небинарных граждан с государственными органами власти в штате Орегон. Местные органы власти также обязали указывать в документах графу «третий пол» («X») в качестве определения гендерной принадлежности.

## Закон о преступлениях на почве ненависти
Закон Орегона о преступлениях на почве ненависти устанавливает уголовную ответственность за «злонамеренное преследование» и насилие, мотивированное сексуальной ориентацией жертвы или гендерной идентичностью и гендерным выражением. Кроме того, в октябре 2009 года конгрессом США был принят закон Мэтью Шепарда и Джеймса Берда-младшего о предотвращении преступлений на почве ненависти, который также включал преступления, мотивированные фактической или предполагаемой сексуальной ориентацией или гендерной идентичностью жертвы. Действие этого федерального закона распространяется и на штат Орегон.

## Гендерные идентичность и выражение
В январе 2013 года в рамках внесудебного урегулирования по иску о дискриминации государственных служащих, желающих изменить пол, штат согласился предоставить полную медицинскую страховку для всех таких операций, лекарств и, связанных с ними, видов лечения лицам, входящим в списки медицинского обслуживания государственных служащих.
С 2014 года операция по смене пола больше не является обязательной для изменения гендерного маркера в свидетельстве о рождении в штате Орегон. Кроме того, в августе 2014 года официальные власти штата объявили, что в План медицинского обслуживания Орегона (Oregon Medicaid) будут включены гормональная терапия и другие виды лечения, связанные с изменением пола.
10 июня 2016 года Окружной суд округа Орегон постановил, что житель штата на законных основаниях может изменить свой гражданский пол на небинарный; это было «первым решением такого рода в США». С 1 июля 2017 года, Департамент транспортных средств штата Орегон предложил третий вариант для обозначения пола в лицензиях и удостоверениях личности. Им стала литера X, обозначающая нейтральную или небинарную гендерную идентичность человека.
В мае 2017 года законодательное собрание штата Орегон приняло закон, отменяющий требование 1991 года о том, чтобы трансгендеры публиковали свои имена в газетах до того, как они законно изменят пол в правительственных документах. Это требование было расценено, как нарушающее конфиденциальность и угрожающее безопасности трансгендерных людей. В январе 2019 года депутат Карин Пауэр внесла предложение о внесении поправок в Закон о психическом здоровье штата Орегон 1951 года, который приравнивал трансвеститов к педофилам. В апреле 2019 года законопроект был принят палатой представителей (58 «за», 2 «против») и сенатом Орегона (29 «за», 0 «против»). Губернатор штата Кейт Браун подписала закон 6 мая 2019 года.

## Конверсионная терапия
Орегон стал третьим штатом, в котором запретили практику по «изменению сексуальной ориентации» (конверсионная терапия) для несовершеннолетних. 17 марта 2015 года палата представителей Орегона приняла законопроект, запрещающий конверсионную терапию (41 «за», 18 «против»), а 7 мая сенат штата утвердил его (21 «за», 8 «против»). 18 мая 2015 года губернатор Кейт Браун поставила под ним свою подпись. Закон вступил в силу с 1 июля 2015 года.

## Общественное мнение
Опрос, проведённый в 2017 году Институтом исследования общественного мнения (PRRI), показал, что 67 % жителей штата Орегон поддерживают однополые браки, 25 % против и 7 % не имеют однозначного мнения по этому вопросу. Кроме того, 58 % жителей штата высказались против того, чтобы государственным служащим разрешалось отказываться обслуживать лесбиянок, геев, бисексуалов и трансгендеров из-за личных религиозных убеждений, в то время как 34 % поддержали разрешение на отказы по таким мотивам и 8 % затруднились ответить.
Тот же опрос показал, что 72 % жителей штата поддерживают антидискриминационный закон, касающийся сексуальной ориентации и гендерной идентичности, 21 % высказались против такого закона и 7 % затруднились ответить; в опросе 2019 года антидискриминационный закон поддержали 70 % жителей штата, 23 % высказались против и 6 % затруднились ответить. В том же опросе 2019 года 62 % жителей штата высказались против права на отказ в обслуживании лесбиянок, геев, бисексуалов и трансгендеров по личным религиозным убеждениям, 32 % высказались за и 7 % затруднились ответить.

## Сводная таблица прав ЛГБТ в Орегоне
| Декриминализация однополых отношений                                                              | Да       | c 1972 |
| Равный возраст сексуального согласия для ЛГБТ и гетеросексуалов (18 лет)                          | Да       |        |
| Брак для однополых пар                                                                            | Да       | с 2014 |
| Право на совместное усыновление детей однополыми парами и усыновление пасынков в однополых семьях | Да       | с 2007 |
| Право на ЭКО и суррогатное материнство для ЛГБТ                                                   | Да       |        |
| Законы о борьбе с дискриминацией ЛГБТ                                                             | Да       | с 2008 |
| Право на прохождение службы в армии для ЛГБТ                                                      | Да       | с 2011 |
| Право на изменение пола                                                                           | Да       |        |
| Конверсионная терапия запрещена для несовершеннолетних                                            | Да       | с 2015 |
| Право МСМ быть донорами крови                                                                     | Частично |        |